# カッサシオン
カッサシオン（Kassation（独）cassazione（伊）cassation（仏・英））とは、1750年頃から1775年頃にかけて流行した管弦楽曲の形式の1つ。セレナーデやディヴェルティメントと同様、小曲を連ねた多楽章の形式をとり、晩餐会などのパーティで演奏された祝典音楽の1つである。
ディヴェルティメントが屋内、カッサシオンとセレナーデが屋外での演奏のためという区別はあるが、明確ではなく、三者は実質的にほぼ同じものであると考えられている。

## 主な曲
- エトムント・アンゲラー （レオポルト・モーツァルトという説もあり真偽がはっきりしないが、現在ではアンゲラーが作曲者として有力）
  - おもちゃの交響曲（原曲は「ト長調のカッサシオン Cassatui ex G」）
- ハイドン
  - （全4曲）
- モーツァルト
  - ニ長調 K.100(62a)（1769年）

セレナード第1番と同一曲。
  - ト長調 K.63（1769年）
  - 変ロ長調 K.99(63a)（1769年）